# Borsalino (Film)
Borsalino (Alternativtitel: Die Losleger) ist ein französisch-italienischer Gangsterfilm von Jacques Deray aus dem Jahr 1970. Das Drehbuch beruht auf dem Roman Bandits a Marseille von Eugène Saccomano und wurde inspiriert durch die legendären Gangsterbosse Spirito und Carbone.

## Handlung
Im Marseille der 1930er-Jahre wird der Kleingangster Roch Siffredi aus dem Gefängnis entlassen und macht sich auf die Suche nach seiner Begleiterin Lola. Siffredi muss allerdings feststellen, dass Lola inzwischen mit dem Ganoven François Capella zusammen ist. Siffredi und Capella prügeln sich zunächst, werden dann aber Freunde und schließen sich zusammen.
Die beiden übernehmen anfangs einige Aufträge für einen lokalen Gangster. Nachdem sie die Konkurrenz auf dem Fischmarkt ausgeschaltet haben, beschließen sie, gemeinsam die Stadt zu übernehmen. Ohne Skrupel greifen sie Poli an, einen der beiden Marseiller Paten, außerdem Besitzer eines Restaurants und des Fleischmarktes der Stadt. Aufgrund eines Verräters misslingt die Vernichtung von Polis Fleischvorräten jedoch und der Pate hetzt seine Männer auf sie. Nach ihrer Flucht ziehen sich Capella und Siffredi vorerst aufs Land zurück, wo sie neue Mitglieder in ihre Bande aufnehmen, sich neue Waffen beschaffen und ihre Vergeltungsaktion vorbereiten. Bei ihrer Rückkehr töten sie Poli vor seinem Restaurant und sichern sich damit ihren Platz unter den Standespersonen von Marseille.
Als Maître Rinaldi eines Tages seine Kandidatur für die Stelle des Abgeordneten verkündet, will Roch eingreifen, denn Rinaldi ist der Anwalt von Marello, einem Casinobesitzer, mit dem sie sich die Stadt teilen. Capella meint jedoch, sie sollten zunächst keine Aktionen vornehmen, da man sie sofort verdächtigen würde. Maître Rinaldi wird jedoch während eines Tennisspiels unter Beschuss genommen, worauf Capella nun Siffredi verdächtigt.
Kurze Zeit später wird Rinaldi im Krankenhaus umgebracht. Als Mörder stellt sich "Le Danseur" heraus, der sich dafür rächen wollte, dass Siffredi am Tag seiner Entlassung aus dem Gefängnis seinen Laden in Brand gesteckt hatte. Rinaldis Frau kann ihn jedoch als Mörder identifizieren, worauf er von einem Bandenmitglied Capellas getötet wird. Daraufhin lässt Marello Personen aus Capellas und Siffredis Umfeld hinrichten. Wieder vereint entwerfen die beiden Freunde nun einen kühnen Plan: nachdem sie sich in Marellos Casino begeben haben, spielt Capella eine Partie, während Siffredi Marello auf diskrete Weise tötet, gleichzeitig überfällt ihre eigene Bande das Casino, um für Verwirrung zu sorgen. Der Plan geht auf und erlaubt es ihnen, die alleinige Kontrolle über Marseille zu übernehmen, da die Polizei keine Beweise gegen sie vorweisen kann.
Siffredi organisiert einen Empfang, um ihren Erfolg zu feiern, doch Capella teilt ihm mit, er habe sich entschieden, Marseille zu verlassen, da er befürchtet, sie beide würden sich sonst irgendwann gegenseitig umbringen. In der letzten Szene wird Capella vor dem Ausgang des Empfangs erschossen und stirbt in Siffredis Armen. Dieser entscheidet sich letztlich, selbst Marseille zu verlassen.
In einer Rückblende werden Fotos, die die Erlebnisse des Filmes widerspiegeln, mit den beiden gemeinsam eingeblendet.

## Kritik
„Perfekt-reißerischer Star- und Gangsterfilm, der seine Eulenspiegeleien und seine tänzerische Eleganz in ironischen Brechungen mit einer brutalen Dramatik verknüpft.“

„Ein nahezu perfekter Mix aus Gangsterfilm und Thriller von Jacques Deray ("Der Swimmingpool") mit Frankreichs Kino-Ikonen Jean-Paul Belmondo und Alain Delon [...]. Deray orintierte sich lose an dem Roman "Bandits a Marseille" von Eugène Saccomano, in dem dieser das Leben der beiden französischen Gangsterbosse François Spirito und Paul Carbone beschrieb. Der Thriller war in Frankreich ein so großer Kassenerfolg, dass Deray 1974 auch die Fortsetzung "Borsalino & Co." drehte – allerdings ohne Belmondo.“

## Auszeichnungen
Jacques Deray war 1970 für den Goldenen Bären nominiert. Borsalino war 1971 als bester Film für den Edgar Allan Poe Award und in der Kategorie Bester fremdsprachiger Film für einen Golden Globe nominiert.

## Hintergrund
- Der Film wurde in Marseille gedreht.[4]
- In Frankreich zählte man über 4,7 Millionen Kinozuschauer.[5]
- 1974 wurde die Fortsetzung Borsalino & Co. veröffentlicht.